# 福岡高速環狀線
福岡高速環狀線（日语：／ Fukuoka kōsoku kanjō sen */?）是在日本福岡縣福岡市內以環狀通過的福岡高速道路路線（部分路段的總稱）。道路交通標誌以「環狀線」表示。過去曾有都市高環狀線（日语：／ Toshikō kanjō sen */?）的標誌，但現在大致上已統一為「環狀線」。

## 概要
「環狀線」的名稱是僅用於供大眾使用的道路名，並不是依據道路法所制訂出的法定路線名。這點與首都高速道路的都心環狀線和中央環状線是相同的（參考）。道路法上的法定路線名如下。
- 都市高速2号線・千鳥橋系統交流道（日语：千鳥橋ジャンクション） - 月隈系統交流道（日语：月隈ジャンクション）間：約7.7公里
- 都市高速5号線（日语：福岡高速5号線）・月隈系統交流道 - 福重系統交流道（日语：福重ジャンクション）間（全線）：約16.2公里
- 都市高速1号線・福重系統交流道 - 千鳥橋系統交流道間：約10.7公里

以上的路線組合而成。經路上雖然可作環狀線的利用，但實際上在千鳥橋・月隈・福重等各系統交流道時仍非行駛主線，而須行駛匝道。
本道路是日本的都市高速道路（第2種道路）中第四條環狀線（雙向可通行的第二條）。
福重系統～千鳥橋系統～月隈系統間，主線（出入口部等除外）全線速限60km/h；月隈系統～福重系統間，主線（出入口部等除外）全線速限80km/h。
在九州道的福岡交流道～太宰府交流道不通的時候，可迂迴利用1號香椎線、2號太宰府線、4號粕屋線繼續行駛。

## 交流道
- 各方向出入口為方便起見會附加「（東）」，正式名稱內並沒有。
- 各出入口依次以順時針方向記載。
- 全線位於日本福岡縣福岡市內。

| 出入口編號 | 中文設施名        | 日文設施名 | 英文設施名 | 接續路線名                                                                 | 起點 起計 （公里） | 備註                   | 所在地 |
| ---------- | ----------------- | ---------- | ---------- | -------------------------------------------------------------------------- | ------------------ | ---------------------- | ------ |
| -          | 千鳥橋JCT         |            |            | 福岡高速1號香椎線                                                          | 0.0                |                        | 博多區 |
| 201        | 吳服町出入口      |            |            |                                                                            | 0.8                | 香椎、天神方向出入口   | 博多區 |
| 202        | 千代出入口        |            |            | 國道3號（福岡南繞道）                                                      | 1.7                | 太宰府IC、堤方向出入口 | 博多區 |
| 203        | 博多站東出入口    |            |            |                                                                            | 2.4                | 香椎、天神方向出入口   | 博多區 |
| -          | 豐JCT             |            |            | 福岡高速3號機場線                                                          | 3.1                | 香椎、天神方向接續     | 博多區 |
| 204        | 榎田出入口        |            |            | 國道3號（福岡南繞道）                                                      | 3.7                | 香椎、天神方向出入口   | 博多區 |
| 205        | 半道橋出入口      |            |            | 國道3號（福岡南繞道）                                                      | 5.3                | 太宰府IC、堤方向出入口 | 博多區 |
| 206        | 月隈出入口        |            |            | 國道3號（福岡南繞道）                                                      | 6.5                | 香椎、天神方向出入口   | 博多區 |
| -          | 月隈JCT           |            |            | 福岡高速2號太宰府線                                                        | 7.4                |                        | 博多區 |
| 501        | 西月隈出入口      |            |            | 國道202號（福岡外環狀道路） 國道3號（福岡南繞道） 福岡縣道24號福岡東環狀線 | 8.8                | 福重、野多目方向出入口 | 博多區 |
| 502        | 板付出入口        |            |            | 國道202號（福岡外環狀道路）                                                | 10.1               | 月隈方向出入口         | 博多區 |
| 503/504    | 野多目出入口      |            |            | 國道202號（福岡外環狀道路） 國道385號                                      | 13.0               |                        | 南區   |
| 505/506    | 堤出入口          |            |            | 國道202號（福岡外環狀道路） 福岡縣道557號東油山唐人線（油山觀光道路）      | 17.4               |                        | 城南區 |
| 507/508    | 野芥出入口        |            |            | 國道202號（福岡外環狀道路） 國道263號                                      | 20.5               |                        | 早良區 |
| 509        | 福重出入口（南）  |            |            | 國道202號（福岡外環狀道路）                                                | 23.6               | 月隈方向出入口         | 西區   |
| -          | 福重JCT           |            |            | E35西九州自動車道（福岡前原收費道路）                                      | 24.6               |                        | 西區   |
| 115        | 石丸入口/福重出口 |            |            |                                                                            | 25.0               | 千鳥橋方向出入口       | 西區   |
| 114        | 姪濱出入口        |            |            |                                                                            | 26.9               | 千鳥橋方向出入口       | 西區   |
| 113        | 愛宕出入口        |            |            |                                                                            | 28.1               | 千鳥橋方向出入口       | 西區   |
| 112/111    | 百道出入口        |            |            |                                                                            | 29.9               |                        | 早良區 |
| 110        | 西公園出入口      |            |            |                                                                            | 31.6               | 千鳥橋方向出入口       | 中央區 |
| 109        | 天神北出入口      |            |            |                                                                            | 33.3               |                        | 中央區 |
| 108        | 築港出入口        |            |            |                                                                            | 34.3               | 千鳥橋方向出入口       | 博多區 |
| -          | 千鳥橋JCT         |            |            | 福岡高速1號香椎線                                                          | 34.9               |                        | 博多區 |

## 路線狀況

### 路線編號
C：英語Circle（圓環）的第一位文字。
路線編號的道路標誌在環状線化之後仍然殘存有舊「5」（5号線）的標誌，與「C」的標誌共存。

### 連接高速公路
- 福岡高速1号香椎線（於千鳥橋系統交流道（日语：千鳥橋ジャンクション）連接）
- 福岡高速3号機場線（於豐系統交流道（日语：豊ジャンクション）連接）
- 福岡高速2号太宰府線（於月隈系統交流道（日语：月隈ジャンクション）連接）
- E35 西九州自動車道（於福重系統交流道（日语：福重ジャンクション）連接）

### 道路設施
- 荒津大橋（日语：荒津大橋）
- 井尻地区的立體交叉
- 福大隧道（日语：福大トンネル）

## 圖集

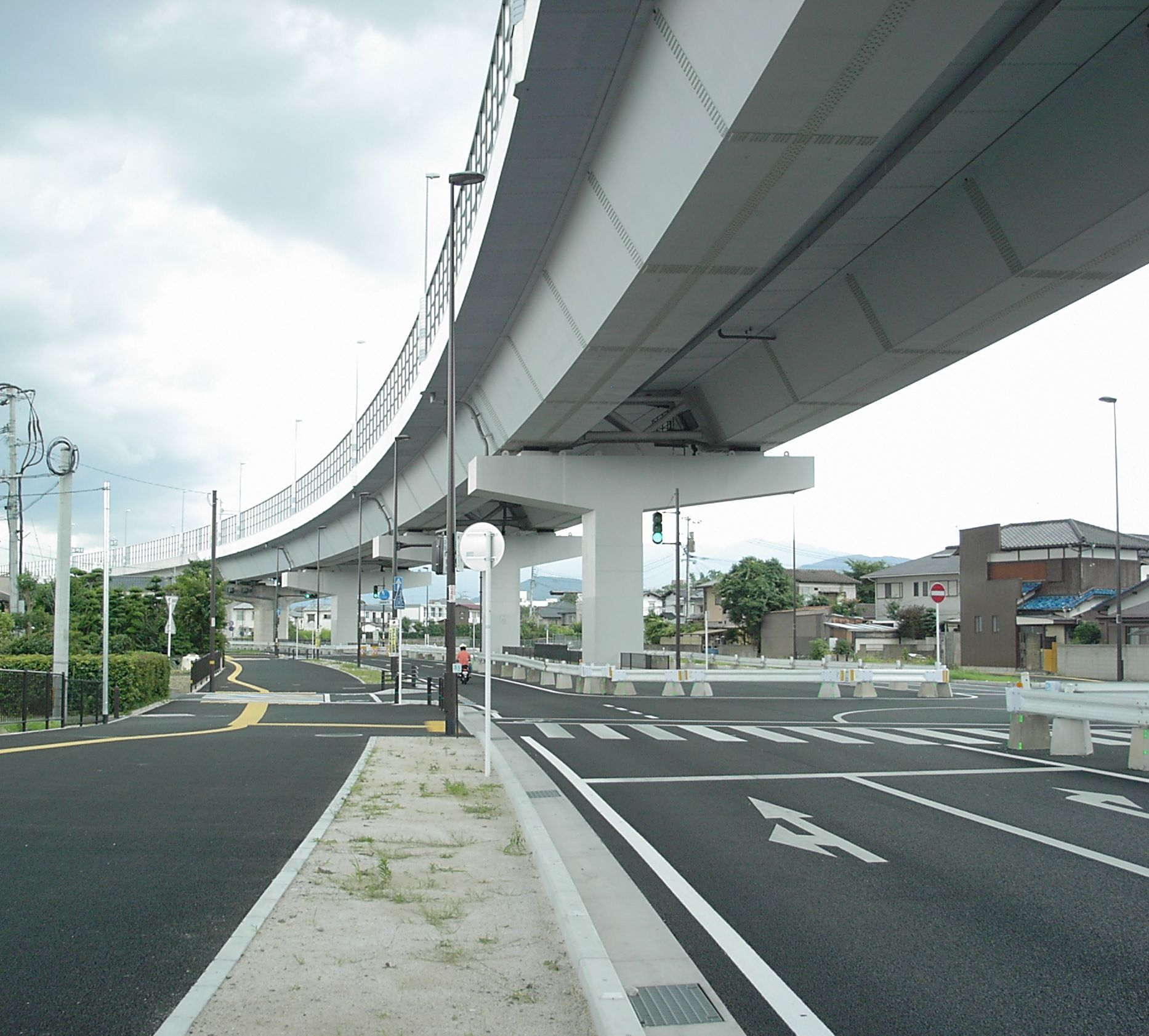
福岡市南区曰佐附近攝影
平面為福岡外環狀道路（日语：福岡外環状道路）
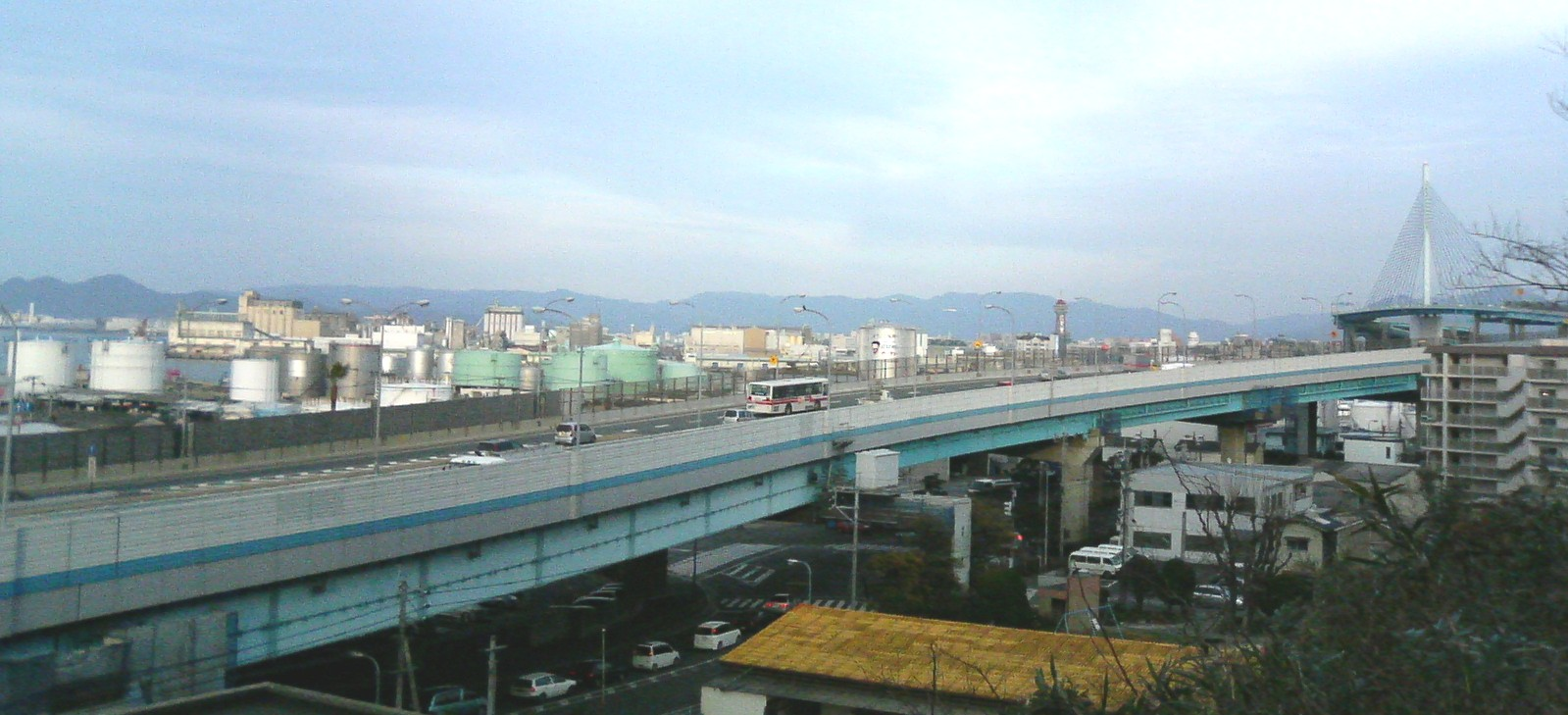
天神北出入口-西公園出入口 右側可看到荒津大橋
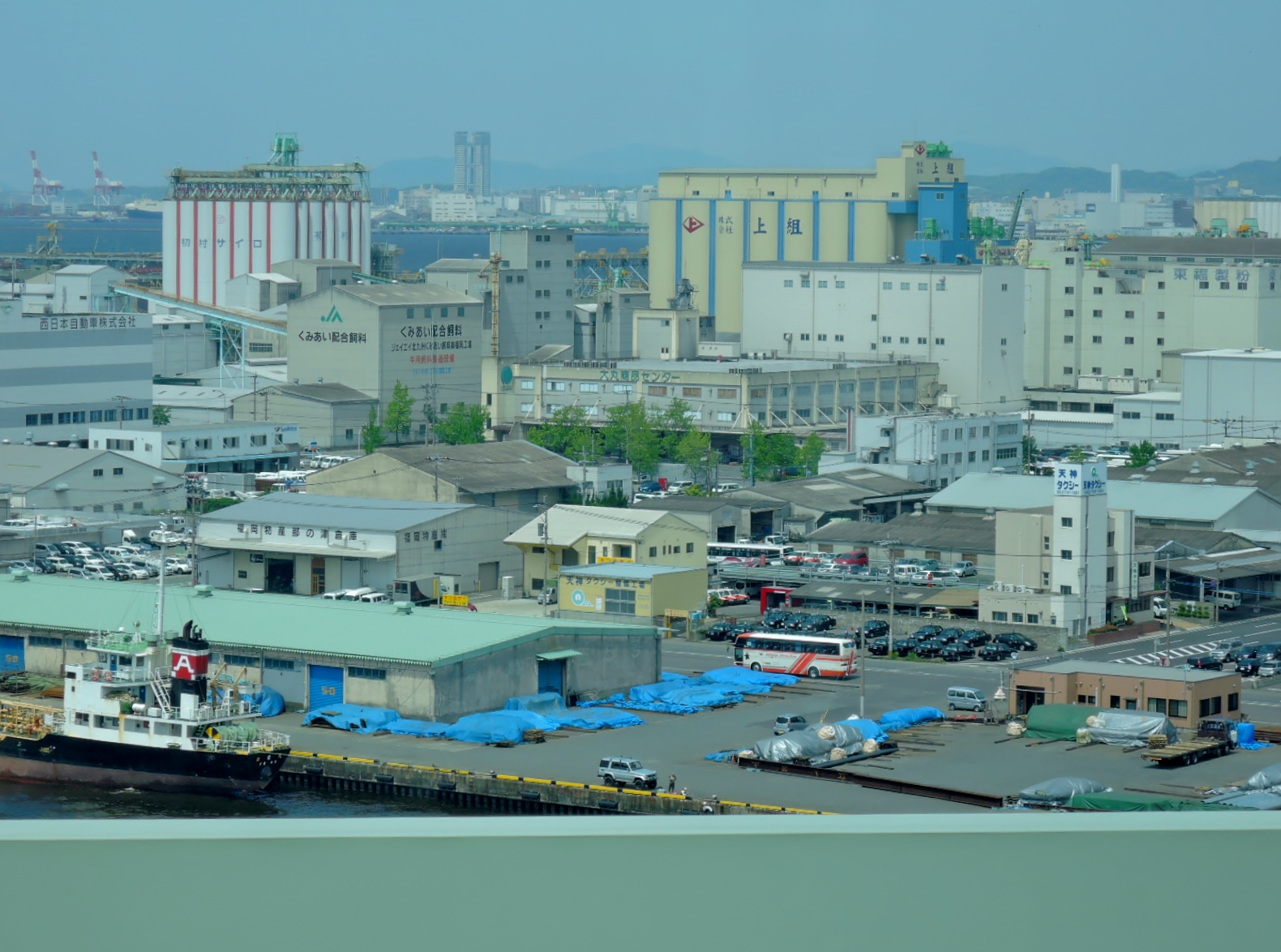
天神北出入口付近 眼下為博多灣，望向那之津方向
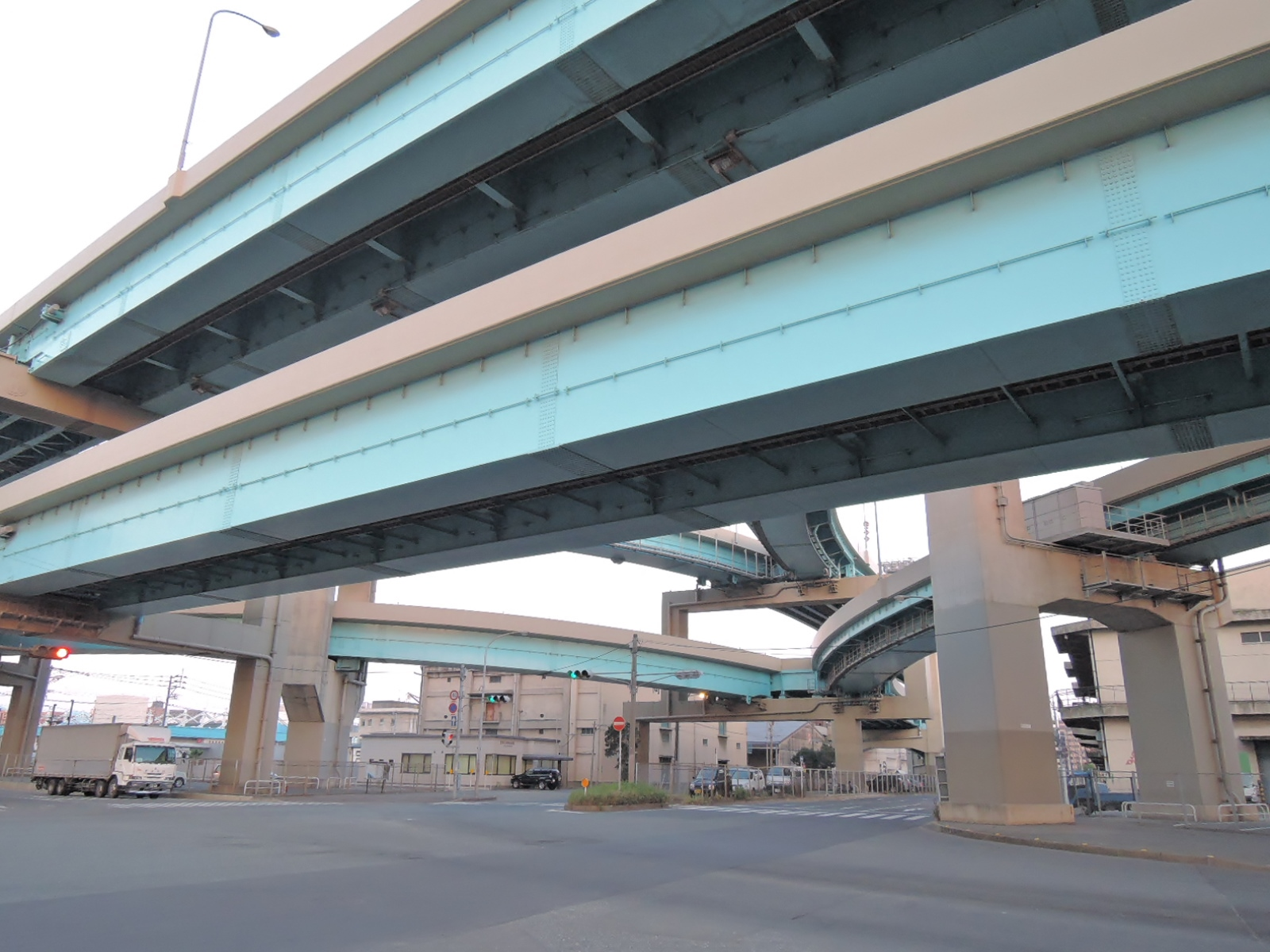
福岡高速環狀線往天神北出入口分歧的道路，從博多港側往天神方向攝影
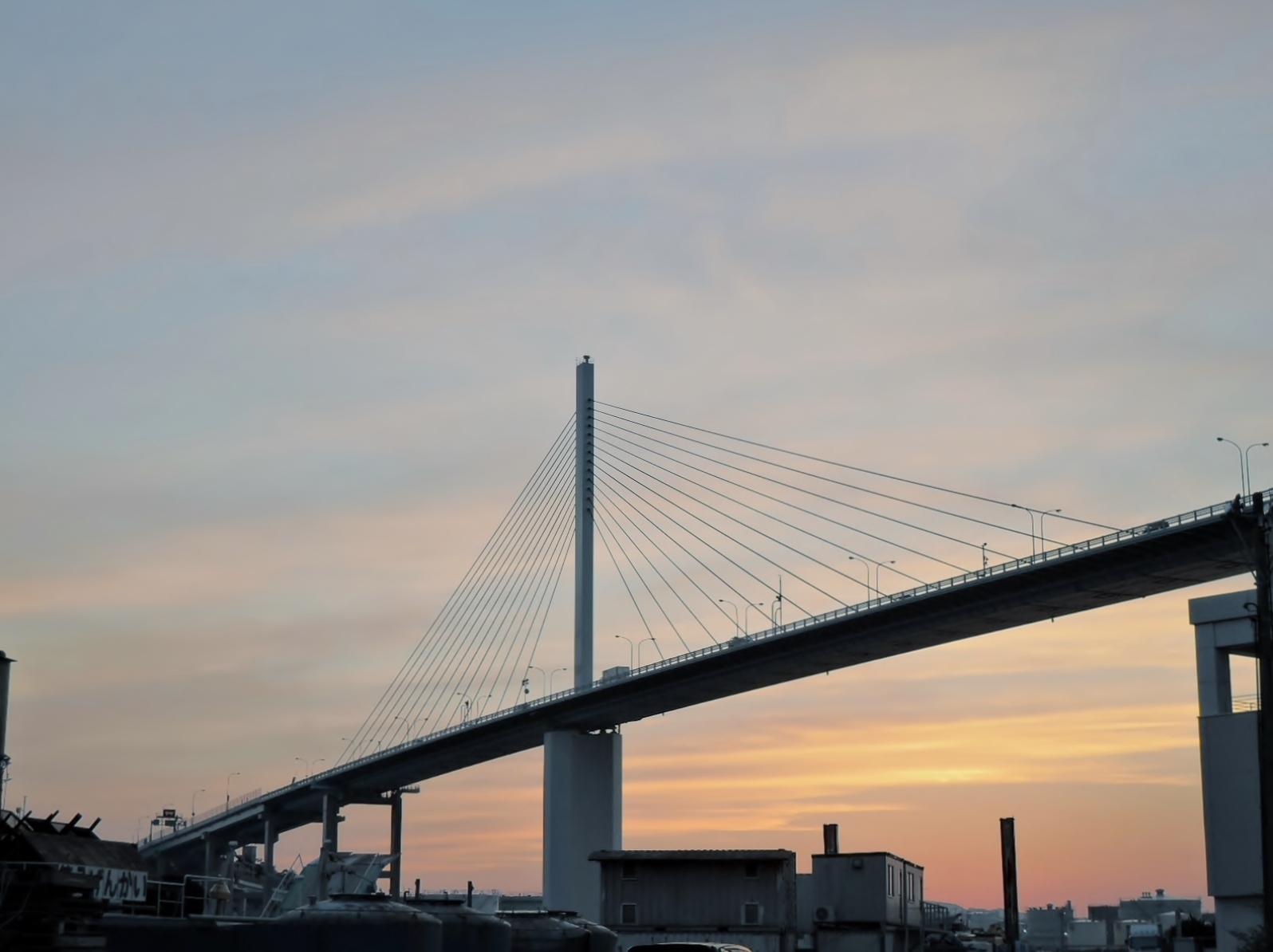
荒津大橋

## 脚注

### 來源
1. ↑  福岡都市高速の通称名が決定しました （页面存档备份，存于）（福岡北九州高速道路公社2010年12月27日発表、2013年8月20日閲覧）
2. ↑  事業概要（福岡高速道路） （页面存档备份，存于）（福岡北九州高速道路公社ウェブサイト、2013年8月20日閲覧）
3. ↑  福岡高速環状線が開通しました （页面存档备份，存于）（福岡北九州高速道路公社、2012年7月21日閲覧）
4. ↑  ふくきたネットワーク 2012，第6頁.

## 相關項目
- 九州地方道路列表
- 福岡高速道路
- 福岡高速5號線（日语：福岡高速5号線）

## 外部連結
- 福岡北九州高速道路公社 （页面存档备份，存于）